# Las Breñas
Las Breñas is een plaats in het Argentijnse bestuurlijke gebied Nueve juli in de provincie Chaco. De plaats telt 19.544 inwoners.

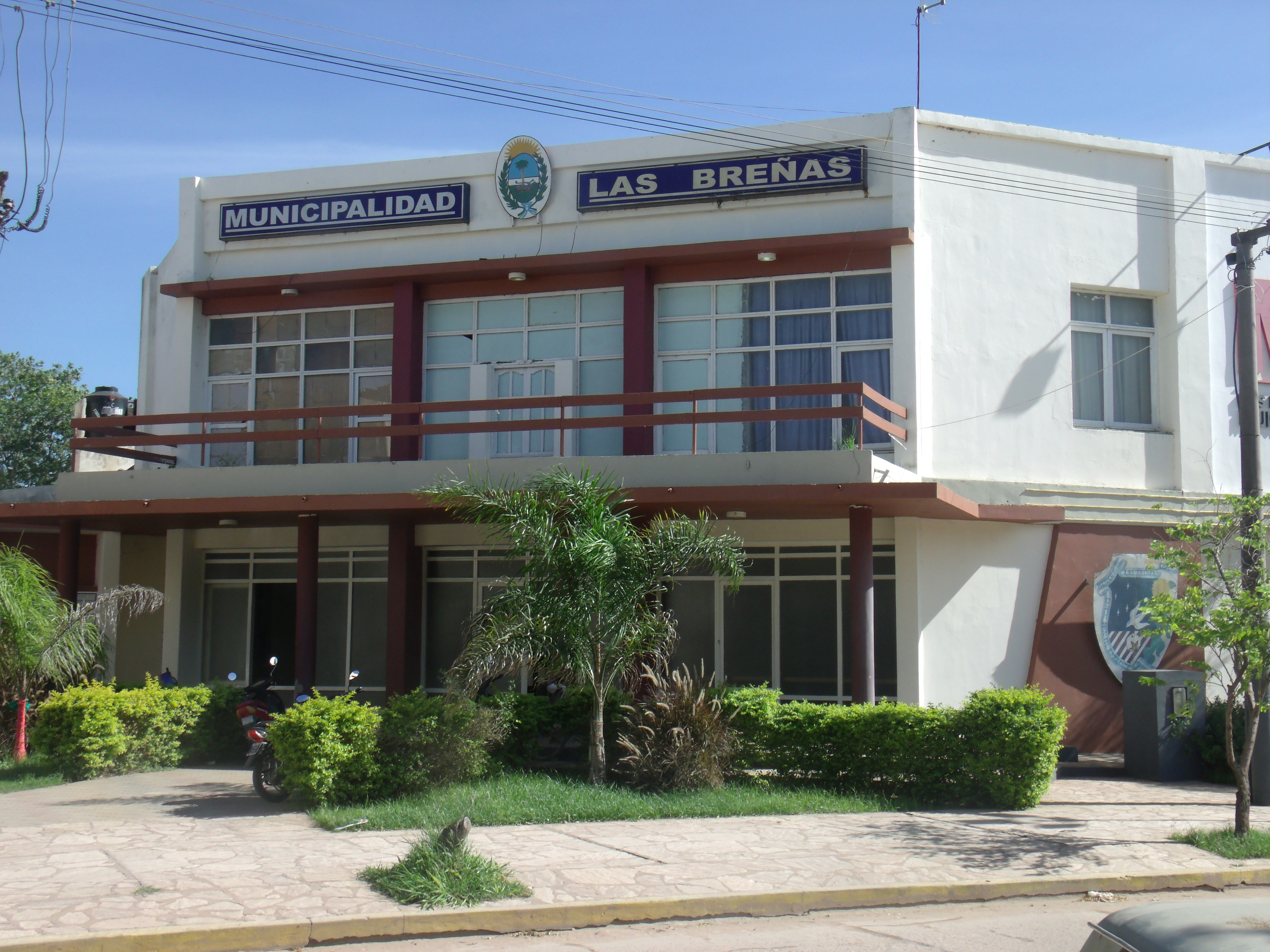
Gemeentehuis